# Florian Schneider-Esleben

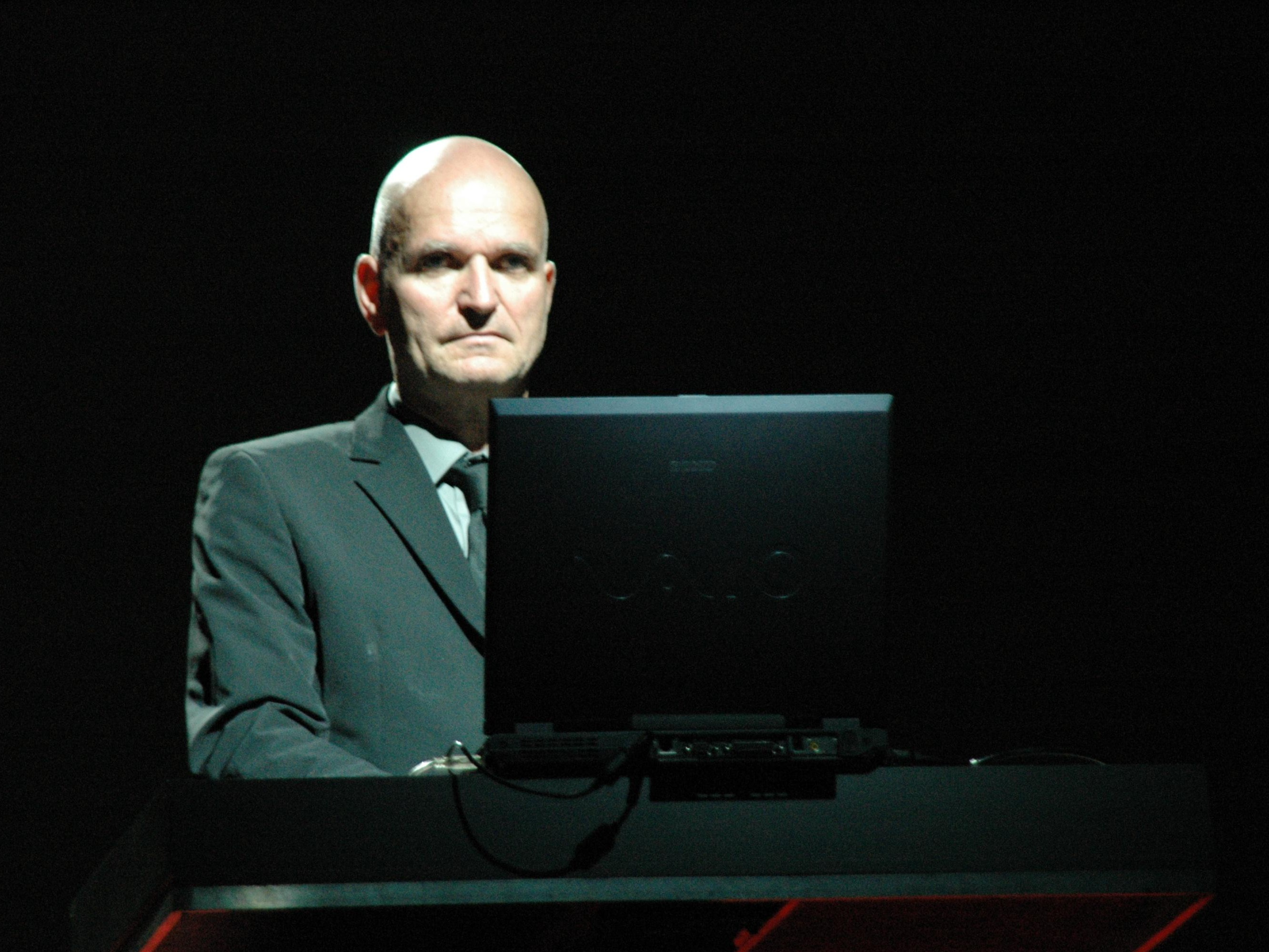
Florian Schneider 2005

Florian Schneider (* 7. April 1947 in Öhningen-Kattenhorn; † 21. April 2020 in Düsseldorf) war ein deutscher Musiker  und Komponist. Zusammen mit Ralf Hütter gründete er 1968 die Musikgruppe Organisation. Aus ihr ging 1970 die später weltberühmte Band Kraftwerk hervor, der Schneider bis 2009 angehörte. Zu Beginn seiner Musikkarriere nannte sich Florian Schneider noch Schneider-Esleben; nach der Veröffentlichung des zweiten Kraftwerk-Albums legte er auf die Verwendung des Nachnamenszusatzes keinen Wert mehr.

## Leben und Werk

### Familie
Florian Schneider entstammte einer Künstlerfamilie. Er war der Sohn des Architekten Paul Schneider-Esleben und dessen Frau, der Schriftstellerin Evamaria Schneider-Esleben, geb. Meyerhof-van Diemen. Sein Großvater väterlicherseits war der Architekt Franz Schneider, der durch seine Sakralbauten bekannt wurde. Seine Großmutter mütterlicherseits war die Schweriner Konzertsängerin Ursula Meyerhof-van Diemen, geb. Stürzel, sein Großvater mütterlicherseits der jüdische Sportler und Textilfabrikant Justus Meyerhof. 
Sein Vater Paul Schneider-Esleben heiratete 1946 die nach NS-Diktion „halbjüdische“ Schriftstellerin Evamaria, was dessen Vater als Antisemit und treuer Nationalsozialist nicht erfahren durfte.
Florian Schneider absolvierte ein Musikstudium an der Robert Schumann Hochschule Düsseldorf und nahm Privatunterricht bei der dort tätigen Dozentin, Rosemarie Popp, später studierte er Philosophie und Musikwissenschaft in Köln, unter anderem bei Mauricio Kagel. Neben Querflöte spielte er auch elektrifizierte Geige, Gitarre und Saxophon, wirkte als Gastmusiker bei Klaus Doldinger auf dem Album Nero In South-America mit und war 1967 für kurze Zeit mit Eberhard Kranemann Teil der Band Pissoff.
Bei Kraftwerk spielte er zunächst Querflöte. Nach der Veröffentlichung des Albums Autobahn im Jahr 1974 wurde die Flöte nicht mehr eingesetzt. Florian Schneider arbeitete mit Effekten und perfektionierte die künstlichen Robovox-Stimmen, die für Kraftwerk prägend waren. Ende der 1980er Jahre entstanden in Zusammenarbeit mit der jungen Pforzheimer Firma Sculpture elektronische Geräte die erste vollsynthetische Stimme und Roboter, die sich zur Musik bewegten. 
Schneider galt als der verschlossene und zurückhaltende Teil des Duos Schneider/Hütter; Interviews gab grundsätzlich sein Bandkollege. Eine Ausnahme machte Schneider für das brasilianische Fernsehen 1998, als er anlässlich des Auftritts von Kraftwerk beim Electro-Festival Tribal Gathering ein Interview gab, außerdem hatte er 2001 auf VIVA Zwei einen Cameo-Auftritt als Revolutionär „Don Schneider“ in einem fingierten Interview mit dem VIVA-Moderator Ill-Young Kim.
1998 wurde Schneider als Professor für Medienkunst und Performance an die Staatliche Hochschule für Gestaltung Karlsruhe (HfG) berufen. Die Professur für Digitale Komposition hatte er fünf Jahre lang nebenberuflich inne. Mit seinen Studenten besuchte er den Elektroniker Oskar Sala in Berlin, mit dem er befreundet war und dessen Trautonium er kaufte.
Bereits 2008 trat er nicht mehr live mit Kraftwerk auf, 2009 verließ er die Musikgruppe. Seinen Platz auf der Bühne übernahm Stefan Pfaffe, langjähriger Mitarbeiter des Kraftwerk-eigenen Kling-Klang-Studios (als „Video-Operator“).
2014 wurde Florian Schneider als Teil von Kraftwerk in die Grammy Hall of Fame aufgenommen.
Im Jahr 2015 brachte Schneider im Rahmen des Projekts  Parley for the Oceans, in Zusammenarbeit mit Dan Lacksman, den Song „Stop Plastic Pollution“ heraus. 
Am 21. April 2020 starb Florian Schneider im Alter von 73 Jahren nach einer kurzen Krebserkrankung. Das Urnengrab befindet sich auf dem Düsseldorfer Nordfriedhof.
Kurze Zeit nach seinem Tod erklangen ihm zu Ehren die Glocken des Utrechter Doms mit den Tönen des Kraftwerk-Titels Das Model.

## Trivia
Der im Sommer 1977 von David Bowie mit Tony Visconti in den Hansa-Studios in Berlin produzierte Musiktitel V-2 Schneider ist (wie im Booklet der Bowie-Soundtrack-CD Christiane F. – Wir Kinder vom Bahnhof Zoo zu lesen ist) Schneider gewidmet, nachdem Bowie zu jener Zeit, beeinflusst von deutschen Gruppen wie Kraftwerk und Can, nach Berlin gekommen war. Damals strebte Bowie auch eine Zusammenarbeit mit Kraftwerk an, die jedoch nicht zustande kam.
Florian Schneider trat 2001 als Kontrabassist in dem Film Klassentreffen – Mordfall unter Freunden auf.